# Gisèle Ricard
Pour les articles homonymes, voir Ricard (homonymie).
Gisèle Ricard, née le 22 novembre 1944 à Saint-Jacques-de-Montcalm et morte le 17 avril 2021, est une compositrice canadienne.

## Biographie
Gisèle Ricard est élevée dans une famille des musiciens et se met au piano dès son jeune âge. Au milieu des années 60, elle étudie la pédagogie et l'interprétation à l'École de musique de l'Université Laval, à Québec. En 1964, elle est initiée à la musique électroacoustique par un concert de Karlheinz Stockhausen à Montréal, événement qui contribuera à tracer sa voie. Elle participe ensuite au Studio de musique électronique de l’Université Laval (SMEUL), fondé par Nil Parent en 1969 et en 1973, elle cofonde le GIMEL, le Groupe d’interprétation de musique électroacoustique, avec entre autres Marcelle Deschênes, Jean Piché et Nil Parent. Ce collectif présente des ateliers et des concerts de musique électroacoustique exécutées en direct. Le GIMEL fait des tournées au Canada, aux États-Unis et en Europe, jusqu'à sa dissolution, en 1979. En 1978, Gisèle Ricard est cofondatrice de l'AMAQ : l'Association de musique actuelle de Québec. Cet organisme parcourt le Québec pour présenter des ateliers, des concerts et des conférences autour de la musique actuelle. Au cours des années, l'AMAQ aura engagé un grand nombre de jeunes musiciens en plus de multiplier les commandes d'oeuvres, notamment à Denys Bouliane, Bernard Bonnier, Denis Dion, François Morel et José Evangelista. Compositrice aux styles multiples : musique électroacoustique, musique acoustique et théâtre musical entre autres, Gisèle Ricard est agréée au Centre de musique canadienne. Enfin, de 2002 à 2008, Gisèle Ricard est la directrice l'organisme de création et de production de musique nouvelle Erreur de type 27 (E27). 

## Œuvres (liste non exhaustive)
- Immersion, musique électroacoustique réalisée avec synthétiseur AKS (1980)
- Une autre création du monde, musique théâtrale pour instruments électroniques, deux comédiens et un concepteur visuel (1982)
- Je vous aime, pour bande (1987)
- De la part d'Euterpe, je vous salue, pour alto et bande magnétique / for viola and tape (1989)
- Daignez agréer, Madame, cet hommage reconnaissant, pour 2 pianos amplifiés et sons électroacoustiques (1993)
- Les mots en cavale, pour ensemble, voix enregistrée et projection, sur un texte de Catherine Poirier (2002)
- Cage d'oiseaux, sur un poème de Saint-Denys Garneau, pour flûte à bec alto, piano et voix (2015)